# Charles Ingalls

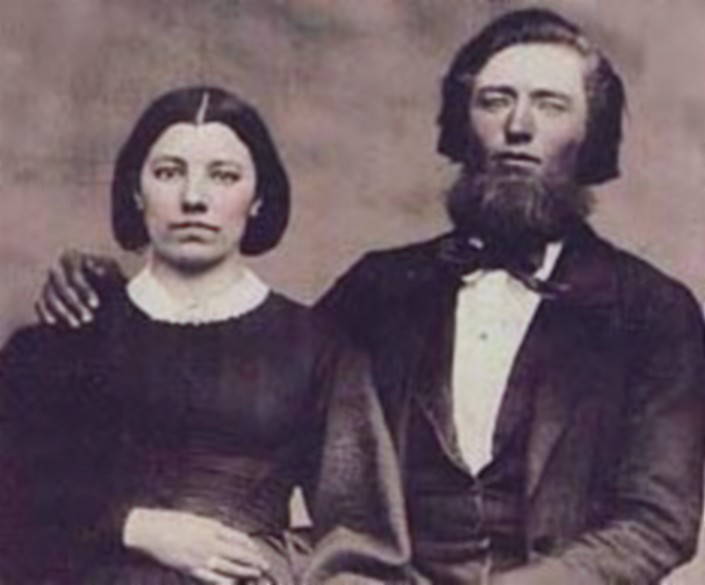
Charles en Caroline Ingalls

Charles Phillip Ingalls (Cuba (Allegany County (New York), 10 januari 1836 - De Smet (South Dakota), 8 juni 1902) was de vader van Laura Ingalls Wilder, bekend van haar serie boeken Het kleine huis op de prairie. 
Ingalls werd geboren als tweede van negen kinderen van Lansford en Laura (Colby) Ingalls. Rond 1840 verhuisde het gezin van New York naar het prairielandschap van Campton Township, iets ten westen van Elgin in de staat Illinois. 
Op 1 februari 1860 trad Ingalls in het huwelijk met Caroline Quiner. Ze kregen vijf kinderen: Mary, Laura, Carrie, Freddy en Grace. Freddy stierf als baby.
Ingalls speelde viool. Hij hield van reizen en vermeed het leven in grote groepen, waardoor hij met zijn gezin veel reisde en vaak verhuisd is. Uiteindelijk vestigden zij zich in De Smet, waar hij op 8 juni 1902 op 66-jarige leeftijd stierf.

## Televisieserie
De rol van Ingalls werd in de televisieserie Het kleine huis op de prairie vertolkt door acteur Michael Landon. In de Beyond the Prairie-films werd hij vertolkt door Richard Thomas en in de miniserie uit 2005 gebeurde dat door Cameron Bancroft.